# Barrackpore (Trinidad y Tobago)
Barrackpore es una localidad de Trinidad y Tobago, que forma parte de las regiones de Penal-Debe y Princes Town.

## Geografía
La localidad abarca parte de la isla Trinidad y limita al norte con Wellington, Monkey Town,  Friendship, St. John's Village, Borde Narve, Lengua Village, St. Croix Village, Lengua Village-Barrackpore, Indian Walk y Fifth Company (estas dos últimas localidades pertenecientes a la región de Princes Town), al sur con Penal, Rochard Road y Basseterre (esta última localidad perteneciente a la región de Princes Town), al este con St. Mary's Village (localidad perteneciente a la región de Princes Town), y al oeste con Hermitage Village y Penal.

## Demografía
Datos demográficos de la localidad de Barrackpore:
| Gráfica de evolución demográfica de Barrackpore entre 2000 y 2011 |
|                                                                   |